# Dzoraget
Pour l’article homonyme, voir Dsoraget.
Le Dzoraget (en arménien : Ձորագետ) est une rivière du nord de l'Arménie et un affluent du Debed, donc un sous-affluent de la Koura.

## Géographie
Elle prend sa source dans la région du Lorri et se jette dans le Debed. Elle est utilisée pour la production d'hydroélectricité.